# کشت همراه

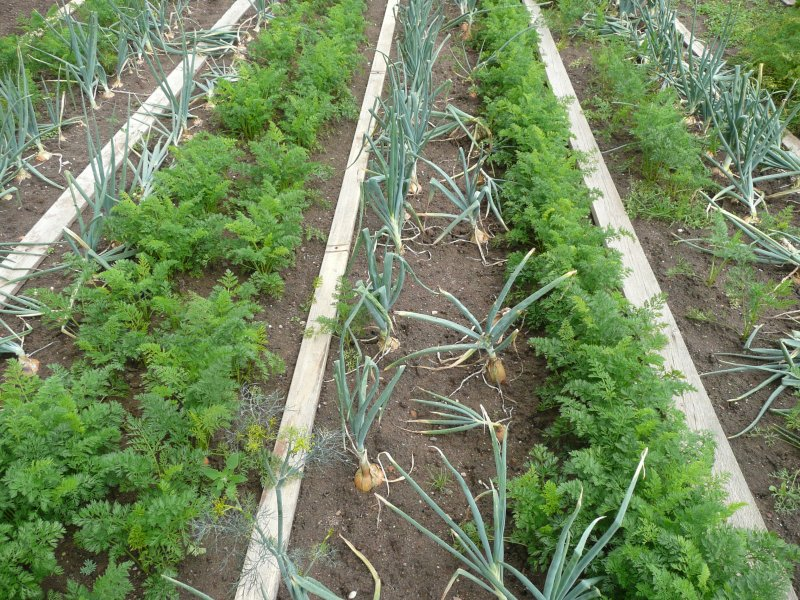
کشت همراه هویج و پیاز

کشت همراه در باغبانی و کشاورزی کاشت محصولات مختلف در نزدیکی هم برای بازداری آفت، گرده‌افشانی، فراهم کردن زیستگاه برای موجودات مفید، استفاده حداکثری از فضا، و به عبارت دیگر افزایش بهره‌وری کشاورزی است. کشت همراه شکلی از کشت چندگانه است.
کشت همراه توسط کشاورزان و باغبانان در هر دو هم کشورهای صنعتی و هم کشورهای در حال توسعه به دلایل زیادی مورد استفاده قرار می‌گیرد. بسیاری از اصول جدید کشت همراه از قرنها پیش در باغ‌های کلبه‌ای در انگلستان و باغ‌های جنگلی در آسیا، و هزاران سال قبل در آمریکای میانه وجود داشت.

## تاریخچه
در چین، آزیریان برای حداقل هزار سال به عنوان گیاهان همراه برای محصولات برنج مورد استفاده قرار گرفته‌است. آنها میزبان سیانوباکتر هستند که میزان نیتروژن گرفته شده از اتمسفر را تثبیت کرده و از رسیدن نور به گیاهان رقیب برنج جلوگیری می‌کنند.
پیش از ورود اروپایی‌ها به آمریکا کشت همراه توسط سرخ‌پوستان به شکل‌های مختلف انجام می‌گرفت. آنها ۸۰۰۰ الی ۱۰۰۰۰ سال پیش کدوی تخمه‌کاغذی را اهلی کرده بودند سپس با ذرت و لوبیا تکنیک کشاورزی سه خواهر را شکل دادند.